# Nižná Polianka
Nižná Polianka (in ungherese Alsópagony, in tedesco Unterpollensdorf, in ruteno Nižna Poljanka) è un comune della Slovacchia facente parte del distretto di Bardejov, nella regione di Prešov.

## Storia
Citato per la prima volta nel 1295 come località in cui si amministrava la giustizia secondo il diritto germanico, nel 1435 passò alla Signoria di Makovica. Nel XV secolo venne ripopolato in parte con coloni ruteni chiamati localmente Valašký (Valacchi).